# Marcel Boiteux
Pour les articles homonymes, voir Boiteux.
Marcel Boiteux, né le 9 mai 1922 à Niort (Deux-Sèvres) et mort le 6 septembre 2023 à Croissy-sur-Seine (Yvelines)
,, est un économiste, mathématicien, haut fonctionnaire et industriel français.
Élève de Maurice Allais, il entre à Électricité de France en 1949 et y fait toute sa carrière. Il dirige l'entreprise de 1967 à 1987. À ce titre, il théorise et met en œuvre la tarification de l’électricité au coût marginal et est l'un des artisans du développement de l'industrie nucléaire en France.
Il est élu à l'Académie des sciences morales et politiques en 1992.

## Biographie

### Origines et formation
Marcel Boiteux est issu d'une famille de normaliens et de polytechniciens. Il réalise sa scolarité au lycée Michel-Montaigne à Bordeaux, où il a comme amis d'enfance André Giraud et Jean-Claude Pecker, puis en classe préparatoire au lycée Corneille de Rouen.
Il est normalien en 1942 et agrégé de mathématiques en 1945.
En 1947, il est également diplômé, en section économique, de l’Institut d'études politiques de Paris, où il est condisciple de Pierre Moussa.
Pour éviter le service du travail obligatoire (STO), Marcel Boiteux passe par l'Espagne pour s'engager dans les campagnes d'Italie et de France.
Il commence sa carrière professionnelle en 1946 en entrant au Centre national de la recherche scientifique (CNRS).

### Électricité de France
Il rejoint EDF le 1er avril 1949 en tant qu'ingénieur au service commercial, sur recommandation de Maurice Allais.
À partir de 1949, il publie plus d'une cinquantaine d'articles, dont certains peuvent être considérés comme tout à fait essentiels pour la compréhension de l'analyse économique et de ses applications au secteur de l'énergie. Certains de ses articles sont traduits dans l'ouvrage Marginal Cost Pricing in Practice de James Nelson en 1964. Il est l'auteur du problème de Ramsey-Boiteux.
Au cours des années 1950, il rebâtit la tarification de l'électricité, après avoir réalisé la tarification de la SNCF et de la FNTR (1946-1949) et participe à l'élaboration d'une approche rationnelle du choix des investissements. En 1956, il obtient le statut d'ingénieur au service des études économiques générales, puis de directeur des études économiques à la direction générale en 1958. En janvier 1967, il est nommé directeur général adjoint puis directeur général d'EDF le 20 septembre 1967 et jusqu'au 1er février 1979. Il succède à André Decelle, démissionnaire, sur proposition de Pierre Massé, alors président du conseil d'administration d'EDF. C'est seulement en devenant directeur général qu'il aborde réellement les problèmes du nucléaire. Le débat reste alors confidentiel au sein de la commission PEON sur le changement de filière, du procédé uranium naturel graphite gaz développé en France, aux réacteurs à eau pressurisée et uranium enrichi sur lesquels ont misé les États-Unis. EDF fait le choix de l'uranium enrichi, et les premières réalisations sont engagées.
Au moment de la crise pétrolière de 1973, EDF était ainsi prêt à la transition vers des programmes d'investissements « tout-nucléaire », et s'engage auprès du gouvernement à mettre en place, dès 1974, 7 à 8 tranches nucléaires par année, au lieu d'une auparavant. Ce développement va de pair avec celui du chauffage électrique. Pour réduire les coûts d'investissement, Marcel Boiteux décide d'uniformiser et de normaliser la fabrication des centrales nucléaires sur l'ensemble du territoire français.
Le 8 juillet 1977, il échappe à un attentat commis sur son domicile. Les explosifs, placés devant l'entrée principale blindée de la maison, causent de très gros dégâts matériels. D'après l'enquête, les charges étaient suffisantes pour tuer si sa famille ne s'étaient pas trouvés à l'autre extrémité de la maison. L'attentat, revendiqué par un « comité d'action contre les crapules atomiques » (CAcCA), a lieu juste quelques jours avant le lancement officiel du chantier de construction du très contesté Superphénix.
Le 12 juillet 1977, pour permettre à Framatome d'exporter des centrales électro-nucléaires, notamment au Maroc ou en Syrie, il crée la « Sofratome » (Société française d'études et de réalisations nucléaires), qui est une filiale d'EDF constituée essentiellement avec le personnel des services de l'ingénierie. Il succède à Paul Delouvrier à la présidence du conseil d’administration d'EDF du 17 janvier 1979 au 6 mai 1987 et prend aussi la direction générale, succédant à Charles Chevrier, X-Ponts, qui était depuis 1979 directeur général,[] et depuis 1964 directeur du gaz et de l'électricité au ministère de l'industrie.

### Recherche et enseignement
- Assistant de Maurice Allais à l'École nationale supérieure des mines de Paris (1946-1949)
- Assistant à l'ENSAE (1946-1949)
- Professeur au Collège des sciences économiques et sociales (1949-1967)
- Professeur au Centre d'études de programmes économiques (1955-1967) dépendant de la Caisse des Dépôts et Consignations
- Professeur à l'École Nationale d'Administration (1962-1967)
- Professeur d'Économie[20] à l'École supérieure d'électricité (1957-1962), puis à l'École nationale des ponts et chaussées (1963-1967)
- Président de la Econometric Society (Econometric Society) (1959)
- Président de la Société française de recherche opérationnelle (1960-1964)
- Président de l'Association française d'informatique et de recherche opérationnelle (1965)
- Président de la Fédération internationale des sociétés de recherche opérationnelle (IFORS) (1965-1966)

### Conseils, comités et instituts
- Membre ou président de commission pour les 2e, 3e et 4e plan au Commissariat général du Plan
- Membre du Conseil économique et social
- Membre (1965-1968) et Président (1966-1967) du Comité consultatif de la recherche scientifique et technique
- Membre du Comité de l'énergie atomique (1967-1987)
- Vice-président de l'Union internationale des producteurs et distributeurs d'énergie électrique (UNIPEDE) (1967-1987)
- Membre des Conseils d'Administration du Centre national d'études spatiales (1967-1972), de l'École normale supérieure (1972-1991), de l'Institut Pasteur (1973-1985), de l'École nationale d'administration (1980-1983)
- Président de l'association Le Siècle (1972-1974)
- Vice-président de l'Association des cadres dirigeants de l'industrie (ACADI (1979-)
- Membre du Conseil consultatif de la Banque de France (1980-1987), puis Membre honoraire
- Membre de la Commission trilatérale (1980-1996)
- Président du Centre Européen de l'Entreprise Publique (1982-1985), puis président d'honneur
- Vice-président du Comité national de l'organisation française (CNOF), (1983-1986)
- Président de l'Institut des hautes études scientifiques (IHES) (1985-1994)
- Président de l'Institut d'expertise et de prospective de l'École normale supérieure (IEPENS) (1985-2000)
- Président du Conseil mondial de l'énergie (1986-1989), puis président d'honneur
- Président de la Commission de réflexion économique pour la préparation de l'échéance 1992 (1987-1990)
- Président de la Fondation Électricité de France (1987-2001)
- Président de l'Institut Pasteur (1988-1994), puis président d'honneur
- Président de l’Instance d'évaluation de la politique des transports de la région parisienne (1995-1999)
- Membre d'honneur du conseil d'administration de l'Alliance Internationale pour la Reconnaissance des Apports de Maurice Allais en physique et économie[21]
- Président du groupe « Transports : choix des investissements et coût des nuisances », au Commissariat général du Plan (2000-2001)
- Élu à l'Académie des sciences morales et politiques le 14 décembre 1992 au fauteuil de Emile James. Il préside l'Académie en 2002 et en est actuellement le doyen d'âge.
- Membre émérite de l’Académie des sciences commerciales[22]
- Président, vice-président ou administrateur de divers organismes (Biosphère, Fondation Hôpitaux de Paris, Fondation du patrimoine, etc.)

### Distinctions et prix
- Docteur honoris causa de l'Université Yale (1982)
- Prix Axel Axelson Johnson de l'Académie royale des sciences de Suède (1982)
- Prix Zerilli-Marimo de l'Académie des sciences morales et politiques[23] (1991)

### Décorations
- Grand-croix de la Légion d'honneur, 13 juillet 2014
- Grand-croix de l'ordre national du Mérite
- Croix de guerre 1939–1945
- Commandeur de l'ordre des Palmes académiques
- Médaille des évadés
- Croix de commandeur de l'ordre du Mérite (RFA)

## Publications

### Livres
- École nationale des ponts et chaussées. Économie politique, Gif-sur-Yvette, École supérieure d'électricité, 1966, 178 p. (BNF 32927749)
- Haute tension, Paris, Odile Jacob, 1993, 232 p. (BNF 35607363) (autobiographie)
- L'Homme et sa planète : problèmes du développement durable, Paris, Presses universitaires de France, 2003, 533 p. (BNF 39013369)

### Articles
- « Sur la gestion des monopoles publics astreints à l’équilibre budgétaire », Econometrica,‎ 1956 (lire en ligne)
- « Éloge des écotaxes », Sociétal,‎ 2004 (lire en ligne)
- « Exploitation commerciale et tarification », École supérieure d'électricité,‎ 1959 (BNF 32927750)

## Citations et prises de position
- Sur la taxe carbone : Marcel Boiteux soutient l'introduction d'écotaxes pour les émissions de gaz carbonique (ainsi que d'autres polluants : oxydes de soufre et oxydes d’azote dans l’air, nitrates dans l’eau, etc.)[24] : « En effet, c’est en alourdissant les prix […] de tous les produits à impacts nuisibles sur l’environnement que l’on réduira la consommation, et donc la croissance économique, dans la mesure nécessaire pour en contrôler judicieusement les méfaits[24]. » et « Si on n’augmente pas le prix de l’énergie, on se dirige droit vers une dictature[25]. »
- Sur les usages de l'électricité : « De plus en plus d'usages de l'électricité, de moins en moins d'électricité par usages. »
- Sur le marché de l'électricité en France : « On avait ouvert l’électricité à la concurrence pour baisser les prix et il faudrait aujourd’hui les élever pour permettre la concurrence[26]. »
- Sur les déchets radioactifs : « N'est-il pas une évidente et dangereuse illusion que de vouloir extirper de notre héritage toutes difficultés, toutes responsabilités, que de vouloir transmettre à nos descendants un monde sans problème[27] ? »
- En 2008, il participe au Comité anti-éoliennes de l'ancien président Valéry Giscard d'Estaing. Il argue que « cette source d’énergie était un contresens économique »[28]. Il s'engage ensuite au sein de la Fédération environnement durable, une autre association opposée à l’éolien.